# Бяллозор, Ежи
Е́жи Бялло́зор (пол. Jerzy Białłozor, лит. Jurgis Bialozoras), он же Юрий Белозор (ок. 1622 — 17 мая 1665, Бяла-Подляска, Польша) — католический епископ, секретарь польского короля. С 1658 года носил титул смоленского епископа. 21 ноября 1661 года был назначен виленским епископом.

## Биография
Ежи Бяллозор закончил виленскую академию. После Шведского потопа был назначен настоятелем часовни святого Казимира виленского кафедрального собора. Был инициатором создания в Вильне архитектурно-религиозного памятника Виленская кальвария. После русско-польской войны принимал участие в реконструкции виленского собора святого Станислава. При Бяллозоре было составлено специальное подтверждение чудес иконы Матери Божией Снежной в гродненском иезуитском костёле .

## Источник
- Ryszard Mienicki, Jerzy Białłozor. Polski Słownik Biograficzny, t. II. — Kraków 1936, стр. 8.